# Antarctopelta
Antarctopelta là một chi khủng long, được Salgado & Gasparini mô tả khoa học năm 2006.